# Саранак (Мічиган)
Саранак (англ. Saranac) — селище (англ. village) в США, в окрузі Айонія штату Мічиган. Населення — 1376 осіб (2020).

## Географія
Саранак розташований за координатами 42°55′38″ пн. ш. 85°12′34″ зх. д. / 42.92722° пн. ш. 85.20944° зх. д. (42.927315, -85.209544).  За даними Бюро перепису населення США в 2010 році селище мало площу 3,11 км², з яких 2,98 км² — суходіл та 0,13 км² — водойми.

## Демографія
Згідно з переписом 2010 року, у селищі мешкало 1325 осіб у 573 домогосподарствах у складі 339 родин. Густота населення становила 426 осіб/км².  Було 616 помешкань (198/км²).
Расовий склад населення:
| - 97,4 % — білих - 0,4 % — азіатів - 0,2 % — корінних американців - 0,2 % — чорних або афроамериканців |

До двох чи більше рас належало 1,1 %. Частка іспаномовних становила 2,7 % від усіх жителів.
За віковим діапазоном населення розподілялося таким чином: 28,0 % — особи молодші 18 років, 56,9 % — особи у віці 18—64 років, 15,1 % — особи у віці 65 років та старші. Медіана віку мешканця становила 37,2 року. На 100 осіб жіночої статі у селищі припадало 90,9 чоловіків;  на 100 жінок у віці від 18 років та старших — 84,9 чоловіків також старших 18 років.
Середній дохід на одне домашнє господарство  становив 39 068 доларів США (медіана — 31 042), а середній дохід на одну сім'ю — 54 091 долар (медіана — 50 100). Медіана доходів становила 45 469 доларів для чоловіків та 35 625 доларів для жінок. За межею бідності перебувало 15,2 % осіб, у тому числі 13,9 % дітей у віці до 18 років та 13,2 % осіб у віці 65 років та старших.
Цивільне працевлаштоване населення становило 476 осіб. Основні галузі зайнятості: виробництво — 20,8 %, освіта, охорона здоров'я та соціальна допомога — 18,3 %, роздрібна торгівля — 10,1 %, публічна адміністрація — 8,0 %.